# Methylmethansulfonat
Methylmethansulfonat ist eine chemische Verbindung aus der Gruppe der Sulfonate.

## Gewinnung und Darstellung
Methylmethansulfonat kann durch Veresterung von Methansulfonsäure mit Methanol gewonnen werden.

## Eigenschaften
Methylmethansulfonat ist eine brennbare, schwer entzündbare, farblose bis gelbliche Flüssigkeit mit stechendem Geruch, die leicht löslich in Wasser ist.

## Verwendung
Methylmethansulfonat wird in Tierversuchen als Karzinogen verwendet.